# 富士竹類植物園
座標: 北緯35度09分40秒 東経138度53分17秒 / 北緯35.16111度 東経138.88806度
富士竹類植物園（ふじたけるいしょくぶつえん）は、日本で唯一の竹専門の植物園。静岡県長泉町に所在。造園・庭園管理の株式会社エコパレが運営。富士山のふもとにあるため富士の名を冠している。 世界中から500種類以上の竹を保有している。
園には庭園だけでなく、 インドネシア楽器、 アフリカの織物の竹製バスケット、竹製の毛布、竹の漁具など、世界中から集められた竹で作られた家具、芸術と歴史が満載の資料館がある。 庭園には小さな売店もある。 

## 歴史
庭は1955年に設立されたが、竹は1951年頃に庭に植え始めた。 